# جيمس إم. بورنس
جيمس إم. بورنس (بالإنجليزية: James M. Burns) هو قاضي ومحامي أمريكي، ولد في 24 نوفمبر 1924 في بورتلاند في الولايات المتحدة، وتوفي في 21 ديسمبر 2001 في ويلسونفيل في الولايات المتحدة.